# Liberty House (warenhuis)
Liberty House, met het hoofdkantoor in Honolulu, Hawaï, was een warenhuis- en speciaalzaakketen met vestigingen op de Hawaïaanse eilanden en op Guam. Daarnaast had het bedrijf een aantal filialen op verschillende locaties op het vasteland van de Verenigde Staten.

## Geschiedenis
In 1849 richtte de Duitse handelaar Heinrich Hackfeld Hackfeld's Dry Goods op. In 1852 werd het bedrijf hernoemd naar Hackfeld's neef, B.F. Ehlers. Hackfeld hield een belang in de winkel, terwijl hij zich concentreerde op zijn handels-, scheepvaart- en vastgoedbelangen. In 1881 werd Paul Isenberg (1837-1903) partner in het bedrijf. In 1898 werden de familiebelangen van Hackfeld en Isenberg op Hawaï officieel ondergebracht in H. Hackfeld & Co.
In 1918, op het hoogtepunt van de Eerste Wereldoorlog, werd H. Hackfeld & Co. door de Amerikaanse regering onteigend, aangezien veel van de erfgenamen van Hackfeld en Isenberg nog steeds in Duitsland woonden. Het werd verkocht aan een  nieuw gevormd consortium American Factors. Tegelijkertijd werd de winkel B.F. Ehlers omgedoopt tot The Liberty House als reactie op anti-Duitse sentimenten. Met Hackfeld enorme belangen in suikerrietplantages en land werd American Factors (later bekend als Amfac) een van Hawaii's vijf grootste landeigenaren.
In 1969 breidde Liberty House uit naar het Amerikaanse vasteland met Amfac's aankoop van de warenhuisketen Rhodes Western. Tussen 1971 en 1974 werden de voormalige winkels van Rhodes omgedoopt tot Liberty House. UIteindelijk had Liberty House hierdoor filialen in Arizona, Californië, Nevada, Oregon, Texas, New Mexico en Washington. Het hoogtepunt was de bouw van een nieuwe vlaggenschipwinkel in San Francisco in 1974 aan Stockton Street en O'Farrell Street.
Slechte resultaten en een grote spreiding van de winkels leidde tot heroverweging van toekomstige investeringen, en vanaf 1978 begon Liberty House de winkels op het vasteland af te bouwen.
In 1984 werden negen van de tien filialen van Liberty House in Californië gesloten vanwege slechte verkopen. De enige  winkel die open bleef tot 1986 was San Mateo Fashion Island in San Mateo, Californië.
In 1988 werd Amfac overgenomen door JMB Realty Corp., een vastgoedinvesteerder uit Chicago. Onder de nieuwe eigenaar breidde Liberty House in 1994 uit naar de Micronesia Mall in Guam. In 1998 vroeg Liberty House, dat op een gegeven moment in totaal meer dan 40 winkels telde, het faillissement aan, waarbij het de meeste van zijn winkels sloot. In 2001, na het faillissement, werd het bedrijf overgenomen door Federated Department Stores en ging op in Macy's West. Macy's wil het handelsmerk behouden door het LibertyHouse.com-domein te gebruiken dat doorlinkt naar de website van Macy's.